# 科爾法克斯 (印地安納州)
科爾法克斯（英語：Colfax）是一個位於美國印地安納州克林頓縣的城鎮。

## 地理
科爾法克斯的座標為40°10′38″N 86°40′05″W / 40.17722°N 86.66806°W，而該地的平均海拔高度為256米（即840英尺）。

## 人口
根據2010年美國人口普查的數據，科爾法克斯的面積為0.94平方千米，當中陸地面積為0.94平方千米，而水域面積為0.00平方千米。當地共有人口691人，而人口密度為每平方千米735人。